# جريدة السياسة (سوريا)
 صحيفة سوريا يومية (1934)السياسة، صحيفة يومية أصدرها الإعلامي سامي الشمعة بعد أيام قليلة من إيقاف صحيفته الأولى، الدستور، في عددها الأول بأمر من السلطات الرقابية الفرنسية. صدرت جريدة السياسة في 5 كانون الأول 1934 وجاءت بأربع صفحات من القطع الكبير ولكنها واجهت نفس مصير جريدة الدستور وأغلقت بعد ثلاثة أعداد بسبب مقالات الشمعة المحرضة ضد الانتداب الفرنسي. 